# برايس تايلور (لاعب كرة قدم)
برايس تايلور (بالإنجليزية: Bryce Taylor)‏ هو لاعب كرة قدم أمريكي، ولد في 19 مارس 1989 في بروكن أرو في الولايات المتحدة. لعب مع Wilmington Hammerheads FC ‏.